# Mark Biondich
Mark Biondich je kanadski povjesničar, specijaliziran na jugoistočnu Europu, posebice bivšu Jugoslaviju, s fokusom na nacionalizam. Na Sveučilištu u Torontu dodijeljen mu doktorat znanosti (Ph.D.). U razdoblju od 1999. do 2000. provodio je istraživanja u Memorijalnom muzeju holokausta Sjedinjenih Država (USHMM).

## Djela
- Biondich, Mark. 2007a. Controversies Surrounding the Catholic Church in Wartime Croatia, 1941–45. The Independent State of Croatia 1941-45. Routledge. str. 31–59. ISBN 9780415440554
- Biondich, Mark. 2007b. Radical Catholicism and Fascism in Croatia, 1918–1945. Totalitarian Movements and Political Religions. 8 (2): 383–399. doi:10.1080/14690760701321346
- Biondich, Mark. 2006. Controversies Surrounding the Catholic Church in Wartime Croatia, 1941–45. Totalitarian Movements and Political Religions. 7 (4): 429–457. doi:10.1080/14690760600963222
- Biondich, Mark. 2005. Religion and Nation in Wartime Croatia: Reflections on the Ustaša Policy of Forced Religious Conversions, 1941-1942. The Slavonic and East European Review. 83 (1): 71–116. JSTOR 4214049